# Condado de Loja
El condado de Loja es un título nobiliario español creado el 27 de junio de 1690 por el rey Carlos II, a favor Pedro José de Escalante de Mendoza y Láinez, sobrino de Juan de Mendoza y Luna, virrey del Perú y de Nueva España.

## Condes de Loja
|                                     | Titular                                    | Periodo                |
| Creación por Carlos II              | Creación por Carlos II                     | Creación por Carlos II |
| ----------------------------------- | ------------------------------------------ | ---------------------- |
| I                                   | Pedro Escalante de Mendoza y Láynez        | 1690-                  |
| Rehabilitación por Francisco Franco |                                            |                        |
| II                                  | Alfonso Ramírez de Arellano y Esteban      | 1949-                  |
| III                                 | Juana Ramírez de Arellano y Jiménez        | 1963-                  |
| IV                                  | Fernando José Fernández de Tejada y Simoes | 2006-actual titular    |

## Historia de los condes de Loja
- Pedro de Escalante de Mendoza y Láinez, I conde de Loja[1] y alcalde de la Ciudad de México en 1689. Era hijo de Manuel de Escalante Colombres y Mendoza, caballero de la Orden de Santiago y oidor de México en 1653, y Ana María de Láinez de Morales y Clerque, natural de Madrid, quienes se casaron en Lima en 1639. Era nieto del capitán Juan de Escalante Colombres y Mendoza, natural de Sevilla, quién pasó a Lima y casó con la cuzqueña María de Guevara. Su hermano Manuel de Escalante Colombres y Mendoza fue obispo de Durango y Michoacán.[2][3]

Casó, en la Ciudad de México en 1679, con Josefa Gertrudis Saravia de Rueda.
- Alfonso Ramírez de Arellano y Esteban (1886-1961), II conde de Loja[1] y XII marqués de Jódar.

 :: Casó con Juana Jiménez Vázquez y en segundas nupcias con María de las Mercedes Pérez-Caballero y Moltó. Le sucedió su hija
- Juana Ramírez de Arellano y Jiménez, III condesa de Loja,[1][4] X marquesa de Toral y marquesa de Encinares.

Le sucedió en 2006:
- Fernando José Fernández de Tejada y Simoes, IV conde de Loja,[1][5] marqués de Encinares y, conde de Medina y Torres.